# Talp dels Balcans
El talp dels Balcans (Talpa stankovici) és una espècie de mamífer de la família dels tàlpids. Viu a Albània, Bulgària, Grècia, Sèrbia, Macedònia, Montenegro i Eslovènia.